# Fronteira Costa do Marfim–Gana
A fronteira entre a Costa do Marfim e Gana é uma linha de 668 km de extensão, sentido norte-sul, que separa o leste da Costa do Marfim do oeste do território de Gana. No norte se inicia na tríplice fronteira dos dois países com o sul de Burkina Faso e vai até o sul, no porto ganês de Beyin, no litoral do Golfo da Guiné (Oceano Atlântico). O seu traçado mais meridional é definido pelo rio Tano. A fronteira separa as regiões marfinesas de Sud-Comoé, Moyen-Comoé e Zanzan das ganesas de Upper West, Northern, Brong-Ahafo, Western.
A Costa do Marfim, colônia francesa desde as últimas décadas do século XIX, obteve sua independência em 1960. Gana, colônia britânica desde a segunda metade do século XIX, obteve sua independência em 1957. Tais fatos definiram a fronteira. 